# Burong Pingai Ayer
Burong Pingai Ayer (malaiisch Mukim Burong Pingai Ayer) ist ein Mukim (Subdistrikt) des Daerah Brunei-Muara in Brunei. Er ist einer der sechs Mukim des Kampong Ayer (Wasserstadt). Alle diese Mukim sind flächenmäßig sehr klein und liegen direkt am Wasser; sie gehören zum zentralen Teil der Hauptstadt Bandar Seri Begawan entlang des Sungai Brunei. Der Sungai Damuan teilt den Mukim nochmals in ein westliches und ein östliches Areal. Burong Pingai Ayer grenzt an die vier anderen Mukim der Wasserstadt: Tamoi, Sungai Kedayan im Norden und Peramu und Kebun im Osten. Nach Norden bildet die Straße Jalan Raja Isteri Pengiran Anak Saleha eine Grenze und ansonsten wird der Mukim von den Mukim Lumapas (Süden), Mukim Kianggeh (Westen) eingeschlossen. Am Nordufer des Sungai Damuan zieht sich der Damuan Recreational Park entlang.

## Verwaltungsgliederung
Der Mukim wird weiterhin in Kampung (Dörfer) unterteilt. Die folgende Liste zeigt die Namen der Teile:
- Kampong Burong Pingai Ayer
- Kampong Lurong Dalam
- Kampung Pandai Besi 'A'
- Kampung Pandai Besi 'B'
- Kampong Sungai Pandan 'A
- Kampong Sungai Pandan 'B
- Kampong Pg. Setia Negara
- Kampong Pekan Lama
- Kampong Sungai Asam